# Lucilia cluvia
Lucilia cluvia este o specie de muște din genul Lucilia, familia Calliphoridae. A fost descrisă pentru prima dată de Walker în anul 1849. Conform Catalogue of Life specia Lucilia cluvia nu are subspecii cunoscute.